# Инсайдер (роман)
«Инсайдер» — фантастический роман Юлии Латыниной, последний по хронологии в цикле Вейская империя.
Великая Вея, полумонархическое, полусоциалистическое государство очень похоже на смесь великих азиатских монархий. Но всё меняется, и монархия приходит в соприкосновение с космической федерацией землян, в страну начинают поступать инвестиции, формируется фондовый рынок.

## Содержание
Высокопрофессиональный спекулянт и финансовый авантюрист, землянин Теренс Бемиш, прилетает на планету Вея, чтобы принять участие в конкурсе на строительство космодрома. Однако выясняется, что под видом гражданского объекта разведка Земной Федерации хочет построить военную базу.
Кроме чужеземного коммерсанта и чужеземного шпиона на планете есть много других интересантов — сектанты, бандиты, продажные чиновники…
Масштабы аферы, задуманной ловким и безжалостным заместителем министра финансов Веи Шавашем, не в состоянии предвидеть человек, чье понимание криминального бизнеса не простирается дальше взятки или инсайдерской торговли.
Роман завершает цикл «Вейская империя», в который по внутренней хронологии входят повести и романы: «Повесть о Золотом Государе», «Сто полей», «Повесть о государыне Кассии», «Дело о лазоревом письме», «Дело о пропавшем боге» («Иров день») и «Колдуны и министры» («Колдуны и Империя»).

## Издания
- Впервые издана в 1999 году в издательстве «ОЛМА-ПРЕСС» тиражом 9000 экз. В той же книге размещена ранее не публиковавшаяся «Повесть о государыне Кассии». ISBN 5-224-00517-5
- Книга была переиздана в 2007 году с некоторыми изменениями издательством «Эксмо» тиражом 10000 экз. ISBN 978-5-699-20885-2.
- Переиздана в 2009 году издательством АСТ тиражом 5000 экз. ISBN 978-5-17-058010-1, в новой авторской редакции.
- В 2004 году появился перевод Бориса Итина данной книги на английский язык.[1]

## Отзывы
Борис Стругацкий в интервью в связи с вручением «АБС» — премии имени братьев А. и Б. Стругацких за лучшее прозаическое и критическое произведение в области фантастики, братьями же и учрежденной, — назвал латынинского «Инсайдера» (заключительную часть Вейской хроники) «принципиально новым романом»
— Алла Марченко
Роман входит в ТОП-20 книг XXI века от Александра Мазина — «книг, без которых просто нельзя идти по жизни», составленных им по заказу издательства «Астрель-СПб».

## Награды
- «Семигранная гайка» — Международная премия в области фантастической литературы имени Аркадия и Бориса Стругацких, 2000 год.[4]